# Wet van Walras
De wet van Walras is een principe in de algemene evenwichtstheorie, dat beweert, dat wanneer men een bepaalde markt beschouwt en dat wanneer alle andere markten in een economie in evenwicht zijn, dat dan deze specifieke markt ook in evenwicht moet zijn. De wet van Walras staat of valt met de wiskundige notie dat overtollige vraag (of aan de andere kant overtollig aanbod) over alle markten heen moet sommeren tot nul. Dat wil zeggen dat ΣXD = ΣXS = 0. De wet van Walras is vernoemd naar de wiskundig geneigde econoom Léon Walras, die aan het eind van de 19e eeuw aan de Universiteit van Lausanne doceerde, dit hoewel het concept al in 1844, maar dan op een wiskundig minder strikte manier door John Stuart Mill was uitgedrukt in zijn Essays on Some Unsettled Questions of Political Economy.